# 艾阿里安曼體育會
艾阿里安曼體育會（Al-Ahli SC (Amman)）簡稱艾阿里安曼，是約旦一間老牌的職業足球會。於1944年成立，現於約旦超級足球聯賽角逐。

## 球會榮譽
- 約旦超級足球聯賽: 8

1947, 1949, 1950, 1951, 1954, 1975, 1978, 1979
- 約旦足總盃: 1

2015–16
- 約旦超級盃: 1

2016

## 外部連結
- 官方網站
- nationalfootballteams.com （页面存档备份，存于）
- Team details on Kooora.com （页面存档备份，存于）
- Al-Ahli SC (Amman) on Soccerway.com （页面存档备份，存于）